# ユニトピアささやま
ユニトピアささやま（ゆにとぴあささやま）は、1973年に「松下電器産業労働組合」が開設し、現在は「パナソニックグループ労働組合連合会」が運営している保養所である。広く一般にも開放され、誰でも利用できる。
開設当時のロゴは「ささ山」表記で、漢字の「山」を図案化したものだった。

## 概要
- 名称：パナソニックグループ労働組合連合会休暇村　ユニトピアささやま
- 住所：〒669-2356　兵庫県丹波篠山市矢代231-1

## 交通アクセス
- 車：舞鶴若狭自動車道、丹南篠山口インターチェンジから7分
- 鉄道：JR・大阪駅から福知山線で篠山口駅下車、タクシーで10分